# سوزان فن بیلیون
سوزان فن بیلیون (به انگلیسی: Suzaan van Biljon) (زادهٔ ۲۶ آوریل ۱۹۸۸) شناگر اهل آفریقای جنوبی است.